# Jorge Zentner
Jorge Zentner (Basavilbaso, 1953) è un fumettista argentino.

## Biografia
Dopo aver studiato giornalismo e psicologia iniziò la sua carriera come reporter. Nel 1977 durante la dittatura militare fu costretto a lasciare il suo paese trasferendosi prima in Israele, poi in Francia e in Spagna.
Nel 1979 grazie all'incontro con il connazionale Carlos Sampayo inizia a lavorare come autore di fumetti. Nel 1981 inizia la sua collaborazione con il disegnatore Rubén Pellejero con cui realizzerà diverse opere tra cui la serie Le avventure di Dieter Lumpen pubblicate in Italia sulle riviste L'Eternauta e Corto Maltese. 
Collabora anche con il disegnatore italiano Lorenzo Mattotti con cui realizza, nel 1997 Caboto, opera sul famoso  esploratore e cartografo veneziano, e nel 2003 Il Rumore della Brina.

## Opere pubblicate in italiano
- Jorge Zentner e Lorenzo Mattotti, Il rumore della brina, Torino, Einaudi, 2003, ISBN 9788806165819.
- Jorge Zentner e David Sala, Replay. L'inizio e la fine, Bologna, Kappa Edizioni, 2003, ISBN 8874710038.
- Jorge Zentner, David Sala e Valerio Evangelisti, La dea. Nicolas Eymerich inquisitore vol.1, Milano, Edizioni BD, 2003, ISBN 8887658544.
- Jorge Zentner, David Sala e Valerio Evangelisti, La dea. Nicolas Eymerich inquisitore vol.2, Milano, Edizioni BD, 2004, ISBN 8887658811.
- Jorge Zentner, David Sala e Valerio Evangelisti, Il corpo e il sangue. Nicolas Eymerich inquisitore vol.1, Milano, Edizioni BD, 2006, ISBN 8889574364.
- Jorge Zentner, David Sala e Valerio Evangelisti, Il corpo e il sangue. Nicolas Eymerich inquisitore vol.2, Milano, Edizioni BD, 2007, ISBN 8861230628.
- Jorge Zentner e Lorenzo Mattotti, Caboto, Modena, Logos, 2018.